# NGC 3084
NGC 3084 = IC 2528 ist eine Balken-Spiralgalaxie mit ausgedehnten Sternentstehungsgebieten vom Hubble-Typ SBab im Sternbild Luftpumpe am Südsternhimmel. Sie ist schätzungsweise 104 Millionen Lichtjahre von der Milchstraße entfernt und hat einen Durchmesser von etwa 60.000 Lichtjahren.
Die Galaxie ist Mitglied der NGC 3054-Gruppe zu deren Mitgliedern weiterhin NGC 3051, NGC 3054, NGC 3078, NGC 3089, IC 2531, IC 2537 und PGC 28874 gehören.
Das Objekt wurde am 26. März 1835 von John Herschel entdeckt.